# Rudolph Rustimo

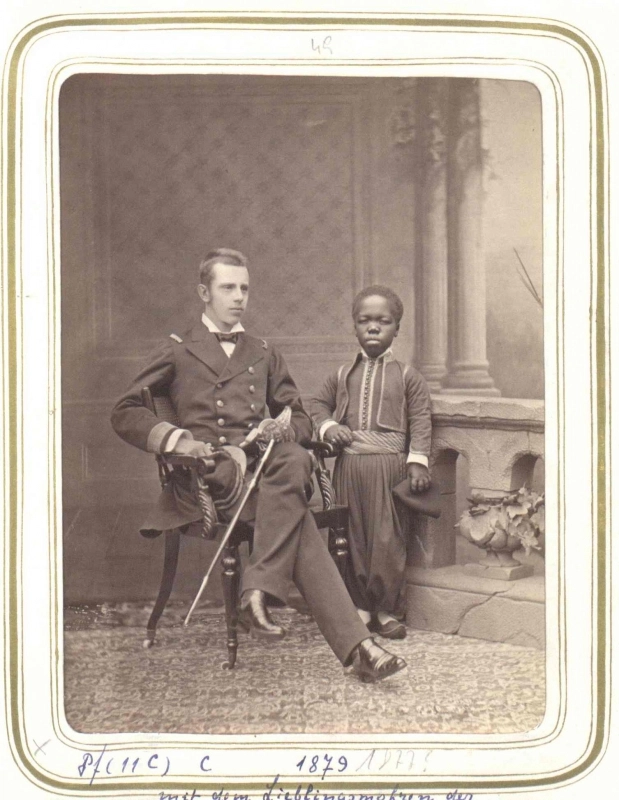
Rustimo (re) mit Kronprinz Rudolf (ca. 1878)

Rudolph Rustimo (* ca. 1861 als Mahmud Rustimo im Sudan; † 27. Juli 1892 in Ybbs an der Donau, Niederösterreich) war ein afroösterreichischer Kammeransager und Spielgefährte von Marie Valerie, der jüngsten Tochter der Kaiserin Elisabeth von Österreich (Sisi).

## Leben
Rustimo, von einer körperlichen Beeinträchtigung gezeichnet, kam als ein Geschenk des ägyptischen Vizekönigs Ismail Pascha für Elisabeth an den Wiener Hof. Anfangs sprach er nur wenig Deutsch und trug meist orientalische Kleidung. Auf den Befehl der Kaiserin wurde Rustimo auf den Namen „Rudolph“ getauft; ihr Sohn, Kronprinz Rudolf, war sein Pate. Rustimo begleitete Marie Valerie oft auf Ausfahrten und Spaziergängen. Was in höfischen Kreisen als Affront wahrgenommen wurde, war für Sisi eine Provokation gegenüber den verhassten Höflingen: Der Diener begleitete die junge Erzherzogin sogar auf Hochzeiten. Die Kaiserin schickte Rustimo auch in die Feldafinger Dorfschule, damit er dort lesen, schreiben und rechnen lernte – was aber die einheimische Bevölkerung mit rassistischen Bemerkungen bedachte.
Nach Jahren im Dienst von Maria Valerie wurde Rustimo 1884 „Kammeransager“ – das ist ein Amt am Hof, bei dem sein Amtsträger bei Audienzen die Namen der Besucher laut verliest –, wobei er aber bereits ein Jahr später in Ungnade fiel. 
Bis 1890 verschlechterte sich sein körperlicher und geistiger Zustand so sehr, dass er arbeitsunfähig wurde. Ein Arzt stellt bei ihm Alkoholismus fest. Seine Pensionierung erfolgte 1890, bereits 1891 wurde er in die Versorgungsanstalt nach Ybbs an der Donau verbracht, wo er im Jahr darauf starb.